# Lago Nipigon
O lago Nipigon é um lago localizado na província de Ontário, no Canadá ao norte do lago Superior.

## Geografia

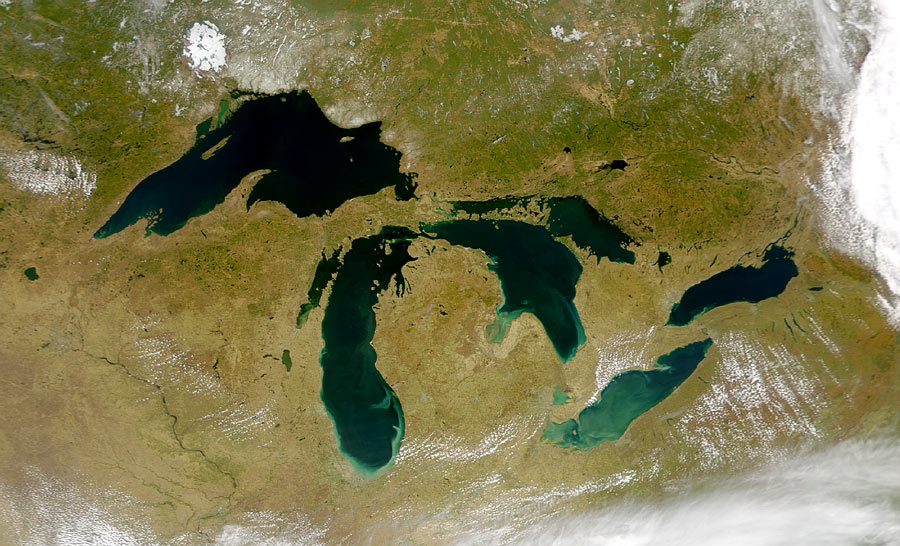
Vista dos Grandes Lagos. O lago Nipigon (acima a esquerda) está em branco por estar coberto de neve.

O lago Nipigon é o maior lago localizado totalmente na província canadense de  Ontário. Ele está localizado a 120 km ao norte da cidade de Thunder Bay. Às vezes é descrito como o sexto dos Grandes Lagos. Situado 260 metros acima do nível do mar, o lago desagua no lago Superior através do rio Nipigon na baía de Nipigon. O rio e seus afluentes são os maiores afluentes do do lago Superior.
O lago tem uma superfície (incluindo as ilhas) de 4840 km², sua profundidade máxima é de 165 metros. Ele tem um comprimento de 110 km e uma largura máxima de 80 km. As maiores ilhas são Geikie, Katatota, Kelvin, Logan, Murchison, Murray, Shakespeare e Caribou.
O lago é conhecido por suas falésias altas e pouco comuns praias de areia verde-negra, devido as partículas finas de um mineral verde escuro conhecido como piroxênio. A bacia hidrográfica do lago fornece um habitat importante para o caribu da floresta.

## História
O jesuíta francês Claude Allouez celebrou a primeira missa perto do rio Nipigon em 29 de maio 1667. Ele visitou a aldeia dos índios Nipissing, que se refugiaram na região após o ataque dos Iroqueses, em 1649-50. Nos escritos do jesuíta, o lago foi nomeado lago "Alimibeg", e foi posteriormente conhecido como "Alemipigon" ou "Alepigon". No século XIX, foi frequentemente escrito como "lago Nepigon". Por volta de 1883, mapas como o “Mapa de Estatística e Geral do Canadá” de Letts, Son & Co., começaram de forma consistente a identificar o lago, como Lago Nipigon.
Em 1683, Daniel Greysolon du Lhut estabeleceu um posto de comércio de peles no lago chamado Fort Tourette, em homenagem ao seu irmão Claude de la Tourette Greysolon. O posto permaneceu ativo até o fim do regime francês na província. Um mapa de 1685 (Partie de la Nouvelle-France) localizou o forte na Ombabika Bay, no nordeste do lago, na confluência dos rio Ombabika e Little Jackfish. Uma cópia deste mapa pode ser visualizada na biblioteca da Universidade de Brock.
Em 17 de Abril 1744 , o conde de Maurepas, ministro da Marinha Francesa disse as autoridades canadenses que Jean de La Porte passaria a receber os lucros do Lago Alemipigon a partir daquele ano, como uma recompensa por seus serviços na Nova França.
Após o Tratado de Paris de 1763, esta parte passou sob o controle dos britânicos, e a Companhia da Baía de Hudson ampliou sua área de comércio para incluir a área em volta do lago. Apesar de ter sido considerado dentro da América do Norte Britânica, foi só em 1850 que a bacia de drenagem no lago Superior foi cedida formalmente pelos índios Ojíbuas para a Província do Canadá (ver Robinson Tratado de 1850). Uma reserva de quatro quilômetros quadrados foi criada no rio Nipigon, perto do Lago Nipigon em ambos os lados do rio para o chefe indigena Mishe-muckqua (de Mishi-Makwa , "Grande Urso").

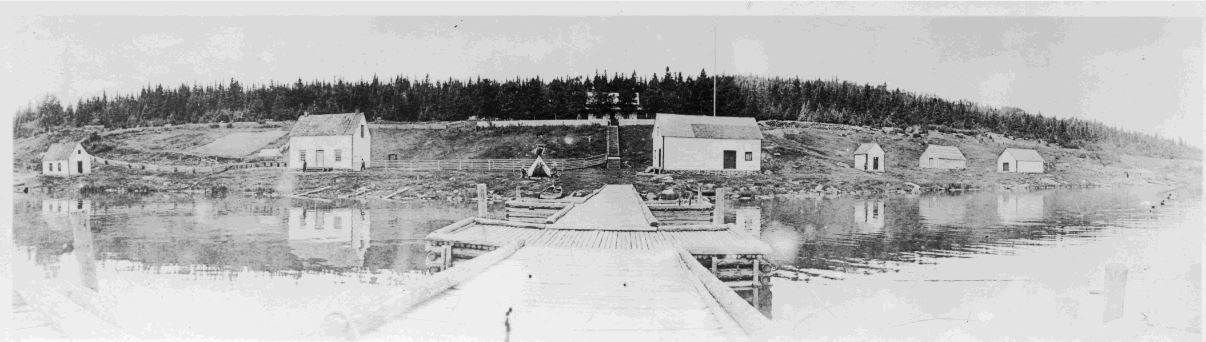
HBC Nipigon House, 1880

Em 1871, Lago Nipigon foi integrado no novo Distrito de Thunder Bay, em 1908 o Município de Nipigon foi incorporado ao Município de Greenstone com uma população de 5662 (2001) e incluiu Orient Bay, MacDiarmid, Beardmore, Nakina, Longlac, Caramat, Jellicoe e Geraldton.
Em 1943 o Canadá e os Estados Unidos concordaram com o Desvio Ogoki que desvia a água para dentro do lago Superior, que normalmente fluem para Baía de James e daí para a Baía de Hudson. O desvio conecta a parte superior do rio Ogoki ao Lago Nipigon. A água foi desviada para abastecer três usinas hidrelétricas no rio Nipigon. O desvio é controlado por uma equipe dos dois países, a International Lake Superior Board of Control que foi criada em 1914 por uma comissão conjunta.
O Parque Provincial do Lago Nipigon está localizado no lado leste do lago Nipigon. Em 1999, os limites do parque foram alterados para reduzir a área do parque de 14,58 para 9,18 km2 (3603 para 2268 hectares). A área foi desregulamentada e transferida para o Governo do Canadá para ser uma reserva para a Nação Sand Point First.

## Transporte
A principal linha da Canadian National Railway (CNR) corre ao norte do lago. Outro ramo da CNR toca a seção sudeste do lago em Orient Bay e Macdiarmid antes de se dirigir para o interior até Beardmore. A estrada provincial 11 também passa na seção sudeste do lago.

## Tumba Viquingue
De acordo com Hjalmar R.Holand, foi descoberta uma tumba viquingue perto de Beardmore, nas proximidades do lago.